# Csupafül
A Csupafül magyar fekete-fehér televíziós bábfilmsorozat, amely 1967-től 1970-ig között készült a Magyar Televízióban.

## A sorozat születése
A Csupafül kalandjait feldolgozó 26 (2x13) részes sorozat 1967–1970 között készült, amikor a gyerekeket még kedves, tanulságos mesék segítették eligazodni a világ dolgaiban.  Nagyon igényes, szép munka. Szerethetők a karakterek, szép a környezet, dinamikus a történetmesélés. Érzékelhető az alkotók – Szabó Attila rendező, Lévai Sándor tervező és Abonyi Antal operatőr – törekvése, hogy ne színpadszerű, hanem filmes módszerrel rögzítsék az eseményeket. A fekete-fehér filmre készült sorozatot nem ismétlik a televíziók, pedig színek nélkül is élvezhető.

## Szereplők
| Szereplő  | Bábszínész     | Magyar hang    |
| --------- | -------------- | -------------- |
| Csupafül  | Szöllősy Irén  | Szöllősy Irén  |
| Tüskeböki | Simándy József | Harkányi Endre |

## Alkotók
- Rendezte: Szabó Attila
- Írta: Fésüs Éva
- Zenéjét szerezte: Borsodi László
- Operatőr: Abonyi Antal
- Vágó: Di Pol Jolanda, Karácsony Gabriella
- Báb- és díszlettervező: Lévai Sándor
- Szerkesztő: Gárdos Klári
- Asszisztens: Vadkerty Tibor
- Gyártásvezető: Kígyós László, Papp Erzsi

Készítette a Magyar Televízió.

## Epizódok

### 1. évad (1967)
| 1 | Csupafül bemutatkozik                 |
| Szürkeanyu és Szürkeapu nevet keres ötödik gyermekének. A névadást a nagymama oldja meg, mivel legkisebb unokáját meglátva így kiált föl: Csupafül!                                                          |                                       |
| 2 | Csupafül kamillát szed                |
| Szürkeanyu szülinapjára Csupafül kamillát szed, hogy a patikusnak eladja s a pénzen ajándékot vegyen. A zsákba giz-gaz is kerül, ezért a patikusnak nem kell. Tüskeböki segít neki új zsák kamillát szedni   |                                       |
| 3 | Csupafül vendéget vár                 |
| Szürkeanyu meggyes piskótát süt a vendégeknek. Csupafül három csomag sütőport önt a tésztába, mert fél, hogy neki kevés jut majd. A tészta úgy megdagad, hogy kifolyik a tepsiböl.                           |                                       |
| 4 | Csupafül találmánya                   |
| Csupafül híres szeretne lenni mire felnő. Úgy gondolja, hogy találmányaival sok ember munkáját könnyit majd meg. Amíg ez megvalósul, anyjának segít borsót tisztítani.                                       |                                       |
| 5 | Csupafül és Ürge Gyurka               |
| Ürge Gyurkának új labdája van, de mivel irigy, így nem engedi, hogy pajtásai is játszanak vele. A labda Csupafülék homokvárába repül, ahol eldugják, hogy majd később játszhassanak vele.                    |                                       |
| 6 | Csupafül apukája                      |
| Csupafül iskolába kerül, ahol bizony társai között sok a hencegő. Csupafül szégyelli apja foglalkozását s letagadja. Otthon azonban magában nagyon megbánja a dolgot.                                        |                                       |
| 7 | Csupafül bátor akar lenni             |
| Csupafül enged Alamuszi unszolásának és a patak túlsó felére mennek játszani. Meg akarja mutatni, hogy ö is bátor. Hazafelé jövet természetesen belepottyan a vízbe.                                         |                                       |
| 8 | Csupafül és a varázsborsó             |
| Csupafül Alamuszival cirkuszba megy és elkölti a borsóra kapott pénzt. Megkéri a bűvészt, hogy kosarát varázsolja tele zöldborsóval. Otthon azonban minden kiderül, mert a borsónak csak héja van…           |                                       |
| 9 | Csupafül elveszít egy levelet         |
| Csupafül azt hiszi, hogy intőt kapott az iskolában s nem tudja, mit tegyen. Alamuszi azonban észnél van, s rábeszéli barátját, hogy a levelet veszítse el. A tanító bácsi megtalálja.                        |                                       |
| 10 | Csupafül orvosságot visz testvéreinek |
| Csupafül testvérei betegek s valakinek gyógyszerért kell mennie. Ez a valaki Csupafül. Az út kicsit kalandosra sikerül, de aztán jól végződik.                                                               |                                       |
| 11 | Csupafül, Tüskeböki és Vicsori        |
| Csupafül testvérei betegek s valakinek gyógyszerért kell mennie. Ez a valaki Csupafül. Az út kicsit kalandosra sikerül, de aztán jól végzödik                                                                |                                       |
| 12 | Csupafül pénzt talál                  |
| Csupafül pénzt talál, de Alamuszival elköltik. Tüskeböki hiába mondja, hogy adják a boltosnak, mert a bolt előtt találták a pénzt. Otthon kiderül, hogy Csupafülnek a nagymamája nem tudott ajándékot venni. |                                       |
| 13 | Csupafül szamócája                    |
| Nagyanyó szamócát küld az unokáinak. Szürkeanyu egyenlően osztja el a gyerekek között, csak egy szem marad gazda nélkül. Csupafül éjszaka kilopózik, hogy megnézze, ki kapta a legtöbbet.                    |                                       |

### 2. évad (1970)
| 14 | Fotó Csupafül               |
| Csupafül fényképezőgépet kap, s azt hiszi, hogy használni is tudja. Hamarosan kiderül azonban, hogy nem. Közben pedig Alamuszi még pénzt is kér a fotókért.                                                           |                             |
| 15 | A lepkefogás                |
| A tanító bácsi elmagyarázza, hogy a káposztalepkék nagyon kártékonyak. A gyerekeket elviszik lepkét fogni. Ürge Gyurka szomorú, mert neki egyet sem sikerült fogni.                                                   |                             |
| 16 | Játék a napsugárral         |
| A barátok játékot cserélnek: egy rollert egy tükrös játékért. Alamuszi a tükröt arra használja, hogy mindenkinek a szemébe világítson. Tüske Böki összetöri Alamuszi rollerját, mert öt is szembevilágítja.           |                             |
| 17 | Az ezüstróka kincse         |
| Csupafül azt olvassa a mesében, hogy volt egy nyúl, aki megtalálta az ezüstróka kincsét. Alamuszival elhatározzák, hogy ök. is kincset keresnek. Szerencsére nem nyúlnak hozzá.                                       |                             |
| 18 | A szemüveg                  |
| Csupafül irigyli pajtását a szemüvegért s elhatározza, hogy ö is szerez egyet. Felteszi nagymamája szemüvegét, de nem lát vele. Rádöbben, a szemüveg nem játék.                                                       |                             |
| 19 | A sárkányröpités            |
| Csupafülnek és Ürge Gyurkának egyforma sárkánya van, de Csupafülé elszakad. Elveszi Gyurkáét, akinek társai újat készítenek és amikor. Sárkányröpítési verseny van az iskolában megnyeri vele a versenyt.             |                             |
| 20 | A farkasnyom                |
| A közelben káposztaevő verseny lesz. Alamuszi kitalálja, hogy lehet elintézni, hogy ne legyen tanítás. Csupafüllel farkasnyomot rajzolnak az iskola elé.                                                              |                             |
| 21 | A tejeskanna                |
| Szürkeanyu megbízza fiacskáját, hogy menjen el tejért, Csupafülnek nemigen fűlik a foga a dologhoz. Csupafül szürkeanyu helyett megy tejért, útközben megfeledkezve a tejeskannáról leáll társaival kuglizni…         |                             |
| 22 | Csupafül és a szamárköhögés |
| Csupafül megtudja, hogy az iskolában szamárköhögés ellen oltanak, s nem megy el. Fagylaltozás közben rátör a köhögés s ettől nagyon megijed. És azt nem tudja, hogy tanítás helyett van az oltás.                     |                             |
| 23 | Drága jó nagypapa sálja     |
| A nyuszi gyerekek nagyon megbánták, hogy este sokáig feltartották csintalanságból a Nagyanyót. Pedig reggelre egy sálat kellett kötnie a Drágajó Nagyapónak. A nagy fáradtságtól azonban elaludt a kötés közben.      |                             |
| 24 | A kukoricatolvaj            |
| A közös raktárból lopják a kukoricát, de nem sikerül elcsípni a tolvajt. A mezei ürgebizottság 100 réti tallért tűzött ki jutalmul, de hiába. Csupafülnek bújócskázás közben remek ötlete támadt a tolvaj elkapására. |                             |
| 25 | A meglepetés                |
| Szürkeanyu egyedül hagyja a nyuszikat, mert a rák szabóhoz megy. A nyuszik pillanatok alatt felfordítják a lakást. Mire a mama megérkezik, újra rend van.                                                             |                             |
| 26 | Csupafül világszám lesz     |
| Csupafül az intő miatt nem mer hazamenni. Alamuszi nagy hírt hoz: bűvész érkezik a környékre s azt ajánlja Csupafülnek, hogy álljon be hozzá inasnak. A bűvész nem más, mint a róka.                                  |                             |